# Иннершванд
Иннершванд (нем. Innerschwand) — коммуна (нем. Gemeinde) в Австрии, в федеральной земле Верхняя Австрия. 
Входит в состав округа Фёклабрук.  Население составляет 1053 человека (на 31 декабря 2005 года). Занимает площадь 19 км². Официальный код  —  41712.

## Политическая ситуация
Бургомистр коммуны — Йохан Драшвандтнер (АНП) по результатам выборов 2003 года.
Совет представителей коммуны (нем. Gemeinderat) состоит из 13 мест.
- АНП занимает 11 мест.
- СДПА занимает 2 места.